# Chemiepark Marl

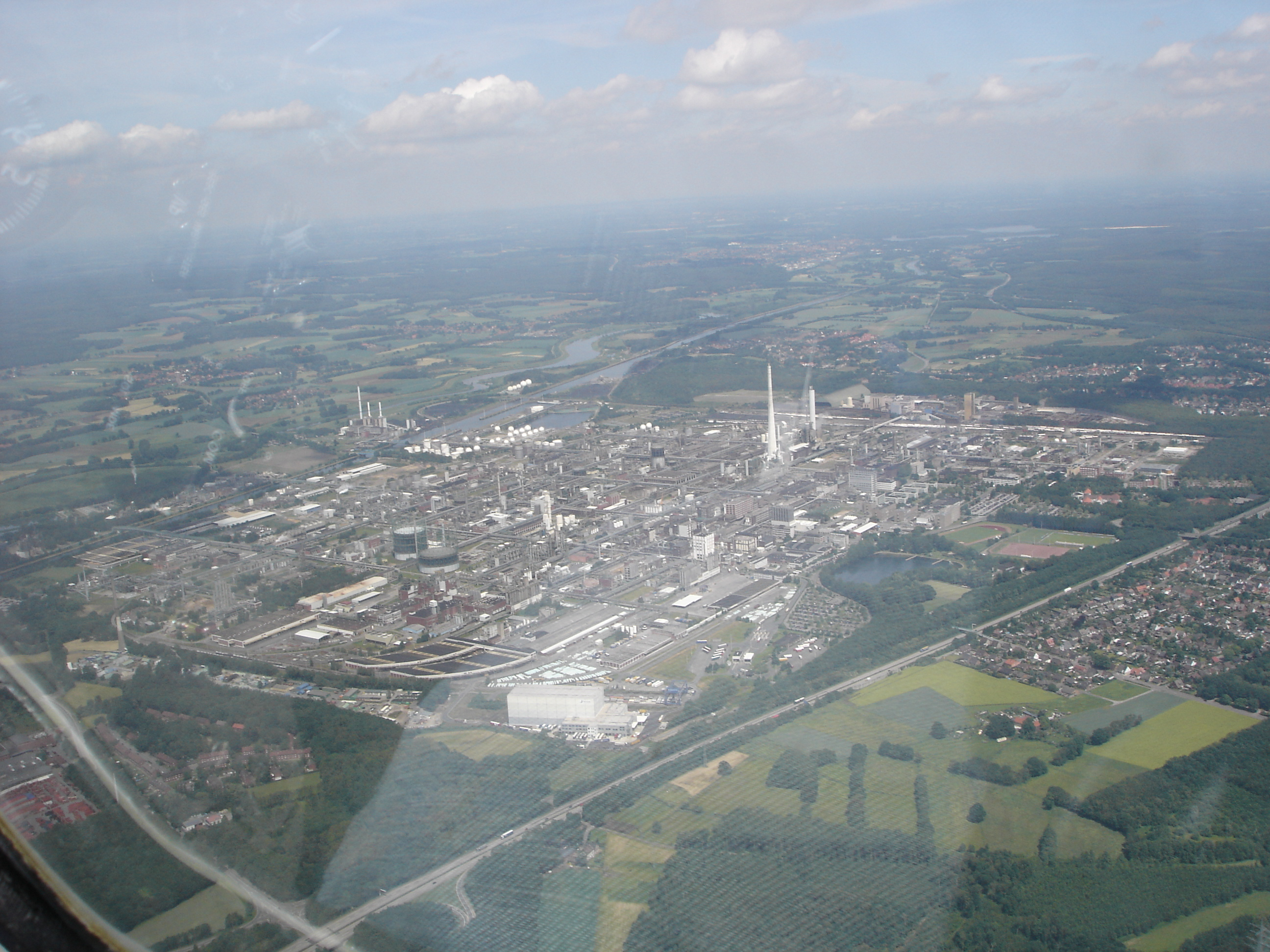
Luftbild

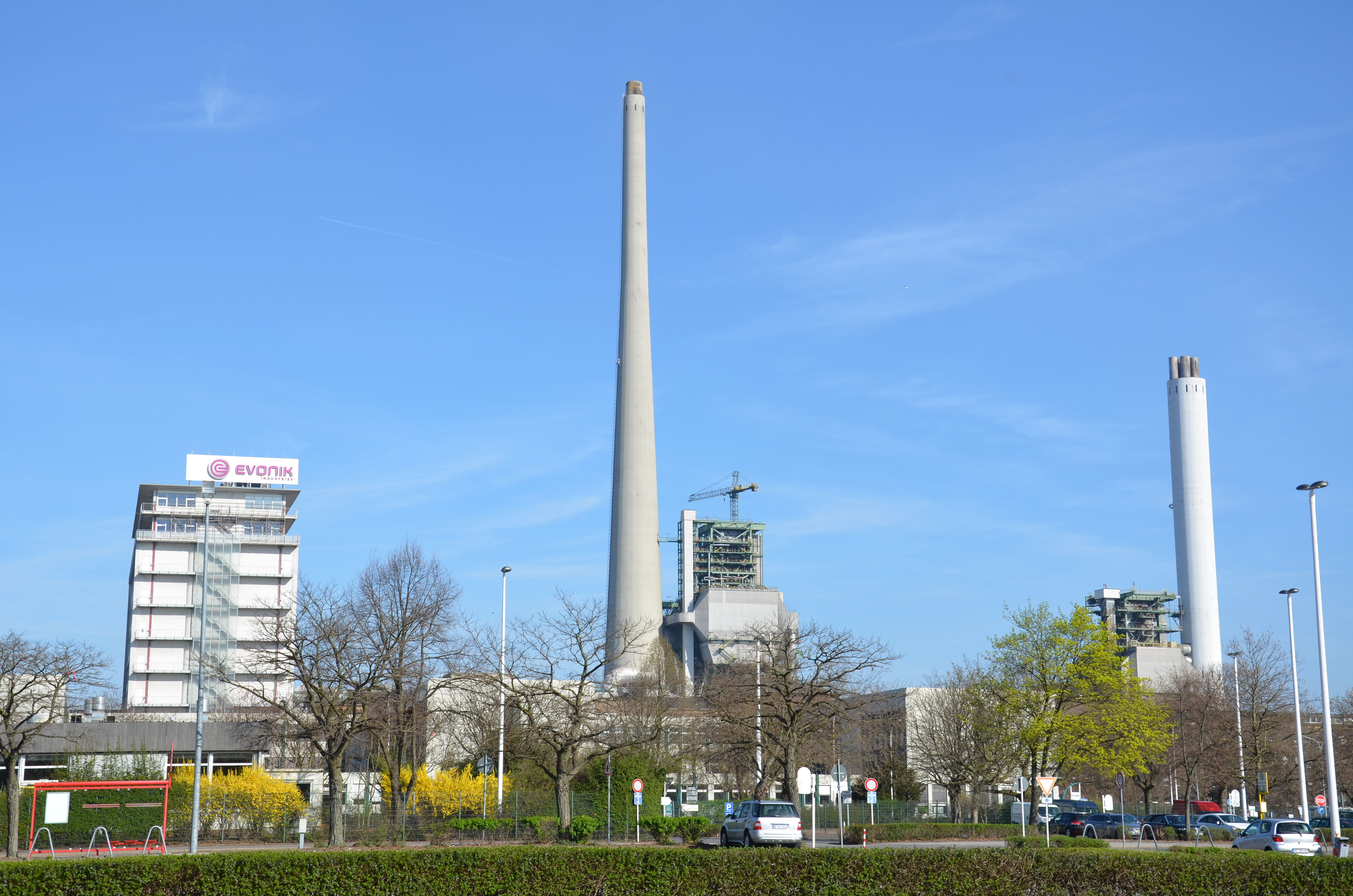
Südlicher Bereich nahe Hauptpforte mit Hochhaus und Kraftwerken

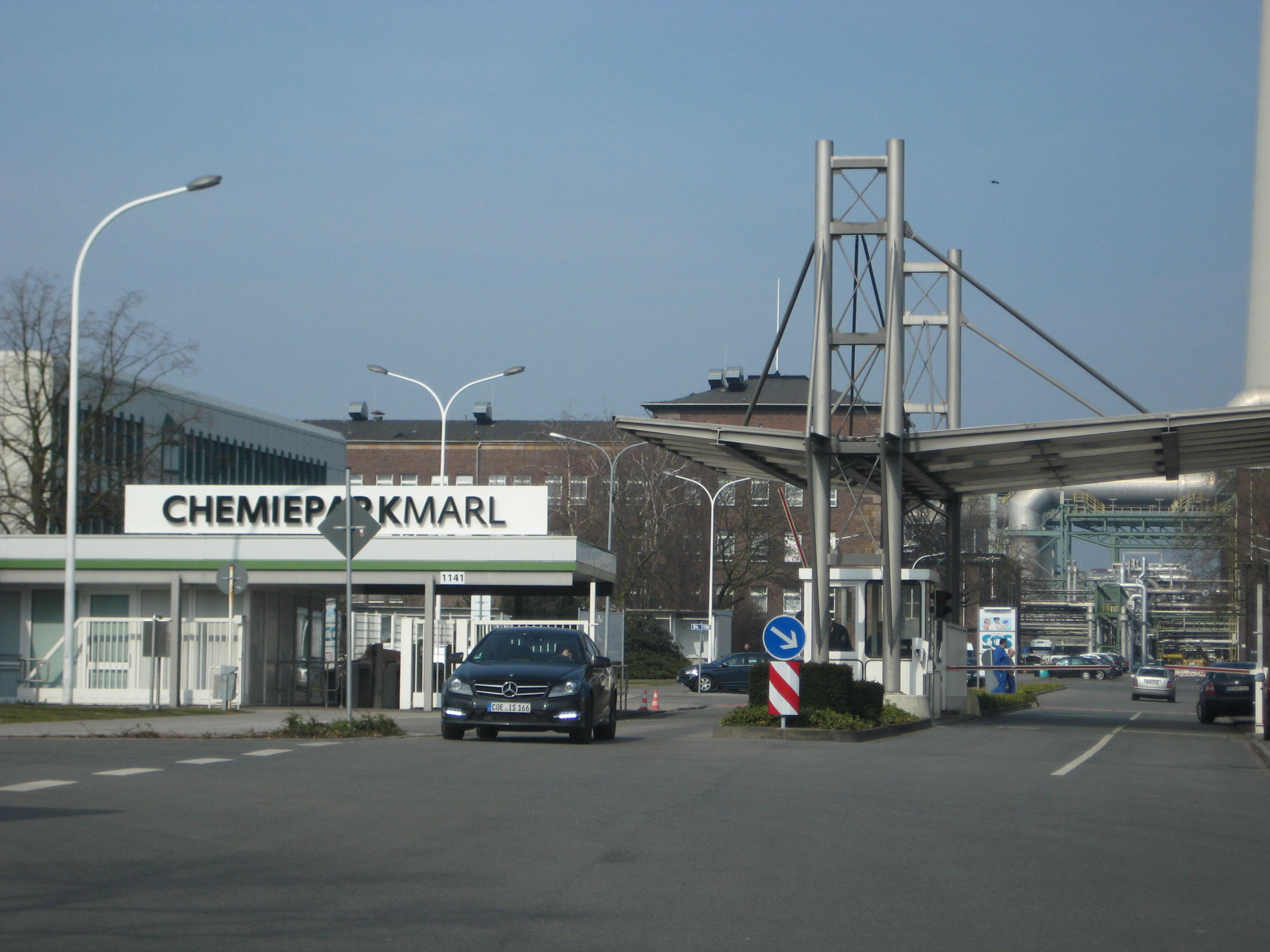
Haupteingang / Werkstor 1

Der Chemiepark Marl (ehemals Chemische Werke Hüls AG) in Marl im Ruhrgebiet ist einer der größten Industrieparks in Deutschland. In der Stadtgliederung Marls wird er unter dem Namen Chemiezone als eigener, über 9 km² großer Stadtteil angesehen. Betreiber des Chemieparks Marl ist die Evonik Technology & Infrastructure GmbH, einer Tochtergesellschaft der Evonik Industries AG. Zu den Dienstleistungen gehören Basisleistungen für den Standortbetrieb, Rohstoff- und Produktlogistik, Energien, Versorgung, Entsorgung, Anlagen- und Arbeitsplatzbetreuung. Die Anlagen der momentan dort tätigen 18 Unternehmen bieten etwa 10.000 Beschäftigten Arbeit, stehen in einem engen stofflichen und energetischen Verbund und werden zum größten Teil vollkontinuierlich betrieben. Der Chemie-Standort ist der drittgrößte Verbundstandort in Deutschland.
Seit 2016 ist der Industriepark nicht auf Chemie beschränkt, da mangels Nachfrage aus der Chemieindustrie die REAL und METRO Logistics auf dem Gelände ansässig geworden ist und auf dem von Evonik zusätzlich erworbenen Gebiet der ehemaligen Schlenkesiedlung im Südwesten das 8 ha große Metro-Hauptlager und nördlich davon das 14 ha große Real-Hauptlager errichtet hat. Im Osten des  Geländes standen früher auch die Schächte 3 und 7 der Zeche Auguste Victoria.
Der Chemiepark Marl ist Ankerpunkt der Route der Industriekultur und kann besichtigt werden.

## Infrastruktur
- Neben etwa 900 Gebäuden stehen auf dem Gelände mehr als 100 Produktionsbetriebe, mehrheitlich der Chemieindustrie.
- Die schachbrettartig angelegten Straßen sind 55 km lang. Durch die numerische Bezeichnung von Süd-Nord (100, 200, …, 1200) und Ost-West-Straßen (20, 40, 60, 80, 2000, 2020, 2040) erhalten alle Gebäude eindeutige Nummern, die ihre Lage im Chemiepark beschreiben (zum Beispiel das Hochhaus mit Gebäude 145 nahe der Kreuzung der Straßen 100 und 40).[5]
- Die Rohstoffversorgung erfolgt mittels Pipelines (Ethylen, Propylen, C4-Kohlenwasserstoffe, Benzol, Methanol, Sole und Erdgas), Schiff (Binnenumschlag für Schiffsladungen bis 2000 t), Eisenbahn und Lkw. Es stehen größere Lagerflächen, Hochregal- und Tanklager zur Verfügung.
- Ein 1200 Kilometer langes, internes Rohrleitungsnetz ist auf Rohrbrücken von 30 Kilometern Länge verlegt. Neben Ausgangsstoffen, Zwischen- und Endprodukten der Chemieanlagen werden auch verschiedene Gase durch die Rohrleitungen verteilt: Stickstoff und Sauerstoff in mehreren Druckstufen, Ethylen, Erdgas und Wasserstoff.
- Eine Luftzerlegungsanlage nach dem Linde-Verfahren stellt den Verbrauchern verflüssigtes Argon sowie über das interne Leitungsnetz gasförmigen Sauerstoff und Stickstoff sowie Kälte zur Verfügung.
- Das elektrisch überwachte Schienensystem mit eigenem Frachtbahnhof und zwei Anschlüssen an das Netz der Deutschen Bahn ist 120 km lang und gehört damit zu den größten elektrisch überwachten Privatbahnhöfen Europas.
- Das Kanalnetz ist 70 km lang und bereits seit der Entstehung des Chemieparks in Regen-/Kühl- und Abwasserkanäle getrennt. Die Abwässer werden in zwei Kläranlagen gereinigt, bevor sie in die Lippe gelangen. Im Norden des Geländes existiert eine Anlage zur Klärschlamm- und Abfallverbrennung.
- Drei Kraftwerke liefern mittels Kraft-Wärme-Kopplung 300 MW elektrische Leistung in verschiedenen Spannungen (110 kV, 10 kV, 6 kV, 500 V und 400/230 V) und mehr als 1000 Tonnen Dampf pro Stunde (Druckstufen 4, 20, 70 und 120 bar) zu marktüblichen Preisen. Außerdem existiert ein Verbund mit dem öffentlichen Stromnetz.

## Geschichte

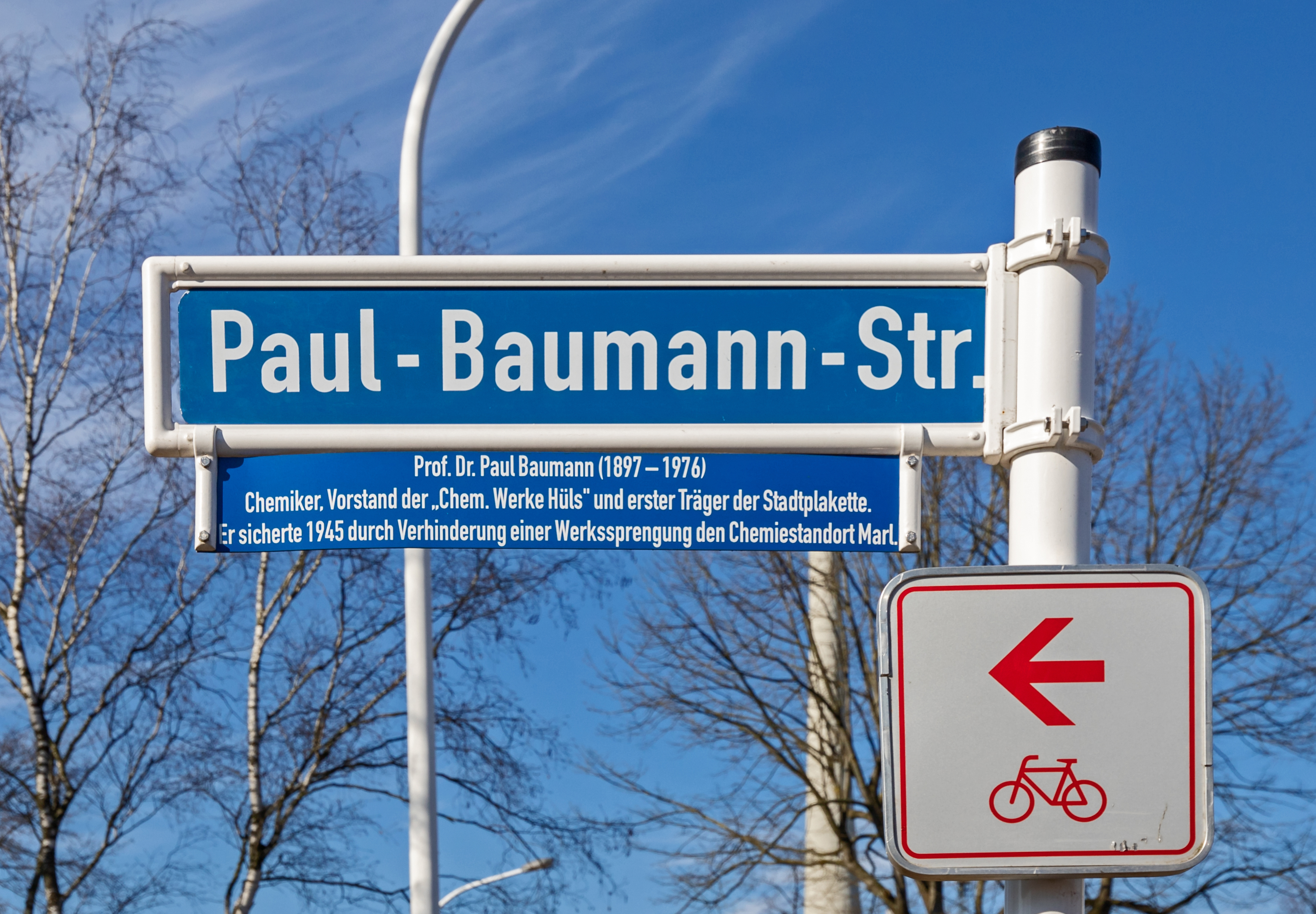
Die Hauptstraße südlich des Areals erinnert an Paul Baumann, den ersten Direktor des Werks

Der Chemiepark geht zurück auf die Gründung der Chemische Werke Hüls GmbH am 9. Mai 1938 in der Drewer Mark in Marl. Die Chemischen Werke gehörten zu 74 % der I.G. Farben und zu 26 % der Bergwerksgesellschaft Hibernia AG, somit der VEBA AG. Der Name „Hüls“ geht auf die Nähe zum angrenzenden Marler Stadtteil zurück, wo der Mutterkonzern I.G. Farben schon eine Zeche betrieb. In der Zeit des Nationalsozialismus wurde dort Buna (synthetischer Kautschuk) für die Produktion von Reifen hergestellt.
Die Führungskräfte und Meister des Werkes wurden hauptsächlich von anderen Werken der I.G. Farben aus Ludwigshafen am Rhein, Schkopau und Leverkusen gestellt. So kam es in den Jahren 1938 bis 1940 zum Zuzug von mehr als 3000 Beschäftigten mit ihren Familien, die von werksseitig betriebenen Bauernhöfen versorgt wurden. In den Jahren 1940 bis 1942 zogen weitere 2000 Mitarbeiter mit ihren Familien zu. Dies führte zu großem Wohnungsmangel in Marl, so dass sie zunächst in Lagern wohnen mussten. Daraufhin wurde mit dem Bau der sogenannten Bereitschaftssiedlung begonnen.
Im Laufe des Zweiten Weltkriegs wurden vermehrt Zwangsarbeiter eingesetzt, die in den mittlerweile leeren Lagern der deutschen Beschäftigten lebten. Die Chemischen Werke waren mehrfach Ziel von Bombenangriffen. Der schwerste von ihnen im Sommer 1943 legte das Werk für etwa drei Monate still. Als Marl am 31. März 1945 von amerikanischen Truppen erobert wurde, konnte eine Sprengung des Werks durch deutsche Truppen verhindert werden.
Am Ende des Krieges war die Mitarbeiterzahl von etwa 10.000 auf etwa 500 gesunken. Der Betrieb wurde unter britische Verwaltung gestellt und musste seine Produkte ändern. 1953 wurden die Chemischen Werke Hüls aus alliierter Kontrolle entlassen und in eine Aktiengesellschaft umgewandelt. Bis Anfang der 1960er Jahre stieg die Buna-Jahresproduktion auf 120.000 Tonnen.
Später firmierte der Komplex unter Chemische Werke Hüls AG, mit dem Hauptaugenmerk auf Kunststoffe, Rohstoffe für Waschmittel und wieder Buna. 1998 übernahm die Firma Infracor, ein Tochterunternehmen der Evonik Degussa GmbH, das Gelände als Betreiber (dort auch mehr Informationen zur Geschichte).

## Lage und Verkehrsanbindung

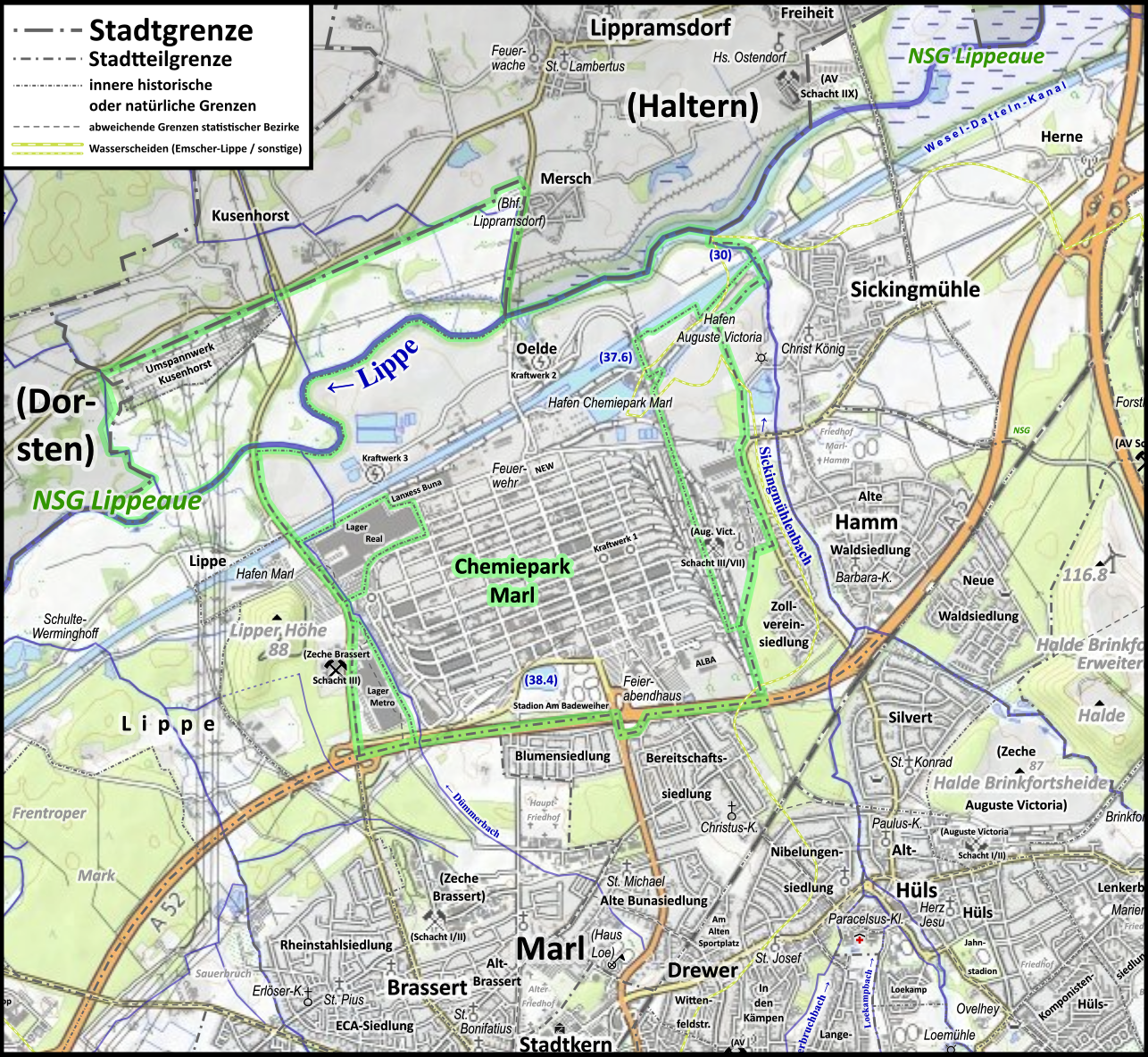
Karte des Chemieparks

Der Chemiepark Marl liegt im nördlichen Ruhrgebiet an den südlichen Ausläufern des Münsterlandes. Südlich des Chemieparks befindet sich die Autobahn 52 mit Anschluss an die A 43. Durch den nördlichen Teil des Geländes verlaufen die Lippe sowie der Wesel-Datteln-Kanal, an dem der Chemiepark einen eigenen Hafen hat. Für Chemieprodukte spielt die Anbindung an das Ethen-Pipelinesystem eine besondere Rolle. Außerdem führt eine Ausweichanschlussstelle zur Bahnstrecke Gelsenkirchen-Buer Nord–Marl Lippe.
Die VRR-Buslinie 223 und Linie 204 der Vestischen Straßenbahnen bedient der Chemiepark Marl an der gleichnamigen Bushaltestelle.
| Linie | Verlauf | Takt (Mo–Fr) |
| ----- | --- | ------------ |
| 223   | Recklinghausen Hbf – Nordviertel – Marl-Löntrop – Lenkerbeck Feuerwehrhaus – Hüls-Süd – Drewer – Chemiepark Marl – Marl Mitte | 30 min       |

| Linie | Verlauf                                                                                  | Takt (Mo–Fr)     |
| ----- | ---------------------------------------------------------------------------------------- | ---------------- |
| 204   | Haltern-Lehmbraken Mitte – Sythen – Haltern am See Kärntner Platz – Marl Chemiepark Marl | einzelne Fahrten |

## Ansässige Unternehmen

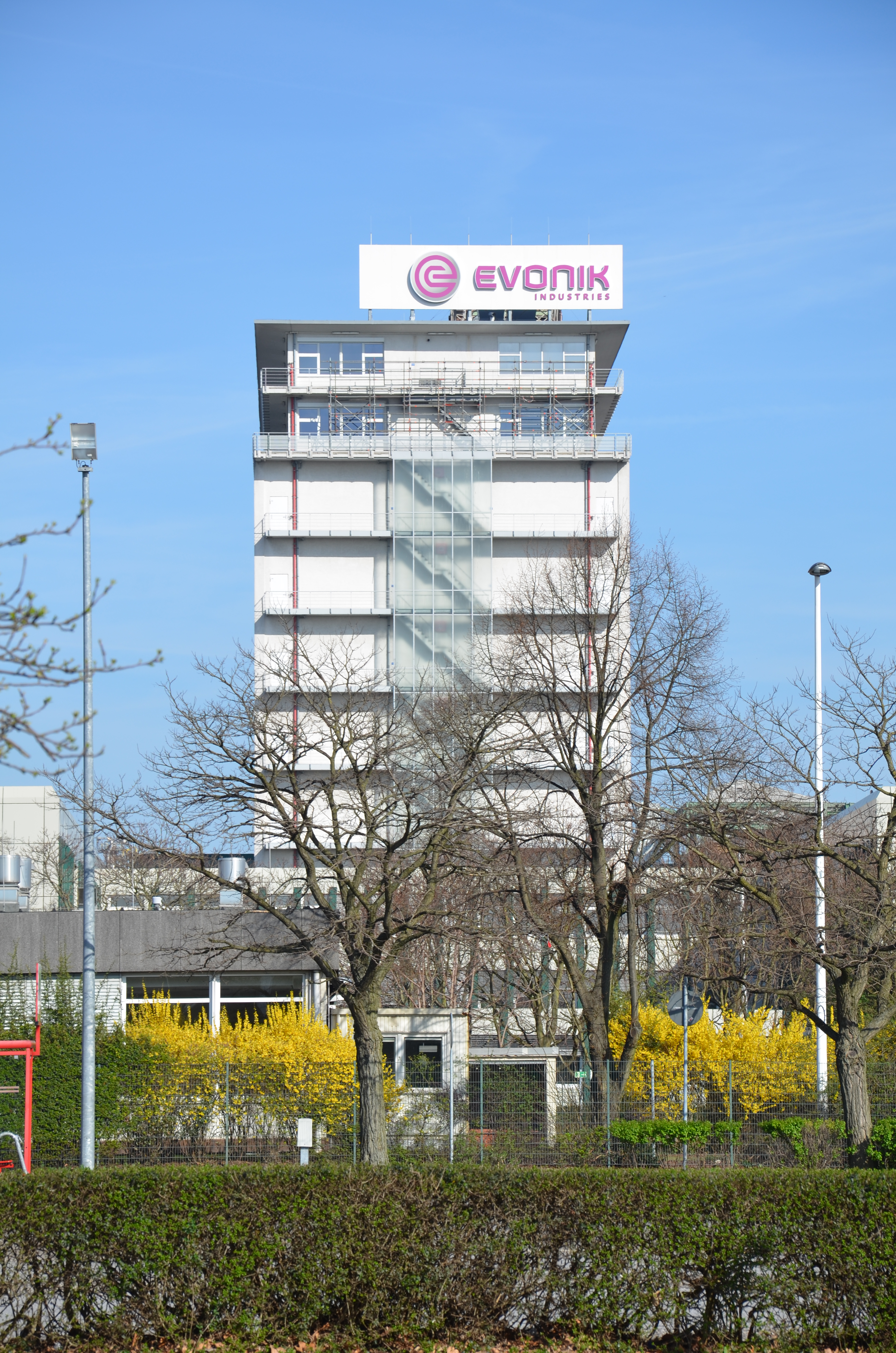
Evonik-Logo auf dem Dach des Hochhauses

- Evonik Industries mit den Tochterunternehmen[9]
  - Evonik Nutrition & Care
  - Evonik Oxeno GmbH & Co KG
  - Evonik Ressource Efficiency
  - Evonik Materials GmbH
  - Evonik Creavis
  - Evonik Technology and Infrastructure
  - Evonik Logistics Services GmbH
  - Evonik Catering Services
  - Evonik Operations GmbH
  - Evonik Superabsorber GmbH
  - Real Estate
  - CPM Netz
  - TÜV Nord InfraChem
  - Umschlag Terminal Marl
  - Westgas

Von Evonik unabhängige Unternehmen
- Air Liquide Deutschland GmbH
- Air Products GmbH
- Alba Group plc & Co. KG
- C+S Chlorgas GmbH
- Eastman Chemical HTF GmbH
- Goodman Germany GmbH
- INEOS Cumene GmbH
- INEOS Solvents Marl GmbH
- Karl Schmidt Spedition GmbH & Co. KG
- OQ Chemicals Produktion GmbH & Co. KG
- Linde Gas Produktionsgesellschaft mbH & co. KG
- Sabo GmbH
- Metro Logistics Germany GmbH
- SARPI Deutschland GmbH
- Natural Energy West GmbH
- Sasol Germany GmbH
- Synthomer Deutschland GmbH (ehemals PolymerLatex)
- Vestolit GmbH

## Produkte und Dienstleistungen

### Produkte
Im Chemiepark Marl werden in circa 100 Anlagen mehr als 4000 chemische Produkte hergestellt, von der Menge her sind die größten:
- Acetylen, Acrylsäure, Alkanolamine, Alkylphenole
- Benzol, 1,3-Butadien, Butan, Butandiol, Butanol, Buten, Butylacetate, Butylacrylat, Butylchlorid, Butyraldehyd
- Chlor, Copolyamide, Copolyester, Cumol
- 1,4-Dichlorbutan, 1,2-Dichlorethan
- Ethoxylate, Ethylbenzol, Ethylchlorid, Ethylen, Ethylenglycol, Ethylenoxid, 2-Ethylhexanol
- Formaldehyd,
- Glycole
- Harze
- Isobuten
- Latices
- MAC/MAS, Methanol, Methylchlorid, MTBE
- Natronlauge
- Polyamide, Polyester, Polyethylenglycole, Polyoctenamer, Polystyrol, Propylen, PVC
- Salzsäure, Schwefelsäure, Styrol
- Tenside, Tetrahydrofuran
- Weichmacher

### TUIS
Die Werkfeuerwehr gibt Auskünfte über die Handhabung von gefährlichen Stoffen und Gütern. Als eine der zehn bundesweiten TUIS-Notrufstellen stellt sie auch Fahrzeuge und Geräte zur Verfügung.

## Unfälle
- Am 30. Januar 1995 riss – nach vorheriger Sicherheitsabschaltung – beim Anfahren ein Verbindungskrümmer in einem Reaktor der Ethanolaminfabrik, und etwa zwei Tonnen Ammoniak sowie 400 kg Ethanolamin traten aus. Da dieser Unfall nach Ende der Tagschicht passierte, entstand nur Sachschaden. Die Freisetzung der Stoffe ist als ZEMA-Ereignis 9501 registriert.
- Am 19. Juli 1998 wurde durch einen Bedienfehler in der Vinylchloridanlage eine bis dahin nicht erwartete exotherme Reaktion ausgelöst. Diese führte zum Bersten von Rohren, Austritt von Chlorwasserstoff und einem offenen Brand. Die Feuerwehr konnte benachbarte Anlagen durch Kühlung schützen, den Chlorwasserstoff durch Sprühnebel niederschlagen und die austretenden Gase kontrolliert abbrennen lassen. Es entstand erheblicher Sachschaden. Der Austritt des Stoffes wird von der ZEMA als Ereignis 9815 geführt.
- Am 28. Mai 1999 riss ein Rohrbogen einer Vinylchloridanlage auf, und ein Gemisch aus 1,2-Dichlorethan, Vinylchlorid und Chlorwasserstoff trat aus. Hierdurch wurden sechs Mitarbeiter verletzt; auch einige Einsatzkräfte erlitten leichtere Verletzungen. Außerhalb des Chemieparks waren keine Personen betroffen. Wegen der Freisetzung der Stoffe war dies ein meldepflichtiger Unfall, der als ZEMA-Ereignis 9918 registriert wurde.
- Am 10. Oktober 2006 kam es gegen 10:40 Uhr in einem Produktionsgebäude der Zwischenproduktefabrik (ZPF) zu einer Verpuffung. In der Folge entzündete sich das Wärmeträgeröl Marlotherm, mit dem u. a. Produkte aufgeheizt werden (etwa 300 °C). Durch den Ölbrand stieg eine riesige schwarze Rauchsäule in den Himmel, die selbst in den Nachbarstädten noch deutlich zu sehen war. Nach einigen Stunden konnte die Werkfeuerwehr den Brand löschen. Dieser Vorfall wird von der ZEMA als Ereignis 0621 geführt.
- Am 31. März 2012 kam es gegen 13:35 Uhr zu einem Schadensfall in der CDT-Anlage der Firma Evonik, die mit einer 100 Meter hohen Stichflamme und starker Rauchentwicklung einherging. Anwohner berichteten über eine schwere Explosion. Die Rauchwolke zog in südlicher Richtung bis über die A 2 hinweg. Ein Arbeiter starb noch am Unglücksort, ein weiterer erlag seinen schweren Verletzungen später im Krankenhaus.[11] Messungen der Werkfeuerwehr sowie der Feuerwehr der Stadt Marl ergaben keine Gesundheitsgefährdung für die Bevölkerung.[12][13][14][15][16][17] Nach ersten Ermittlungen wurde eine Materialermüdung als Ursache angenommen.[18] Der Produktionsstopp führte zeitweise zu weltweitem Mangel an dem aus CDT hergestellten Polyamid 12 (Nylon 12).[19]
- Nach dem Eisenbahnunfall von Leiferde am 17. November 2022 war die Werkfeuerwehr im Einsatz, um aus verunfallten Druckkesselwagen Propan zu bergen und bei zwei Wagen, bei denen es nach Leckage ausströmte, kontrolliert abzubrennen.[20]